# Comarca del Nalón
La comarca del Nalón es una de las ocho comarcas funcionales o áreas de planificación territorial en que está dividido el Principado de Asturias a efectos de homogeneización espacial de los datos procedentes de los concejos en las estadísticas regionales. Ocupa el Valle del Nalón y comprende los concejos de:
- Caso.
- Sobrescobio.
- Laviana.
- San Martín del Rey Aurelio.
- Langreo.

Aunque el Estatuto de Autonomía de Asturias prevé la división del territorio asturiano en comarcas, éstas no han sido desarrolladas oficialmente todavía.

## Enlaces
- Mancomunidad Valle del Nalón
- ValleNalon.com

- Datos: Q1471109
- Multimedia: Comarca del Nalón / Q1471109